# Hieronymus Bosch (groupe)
Pour les articles homonymes, voir Bosch et Hieronymus Bosch.
Hieronymus Bosch est un groupe de death metal et metal progressif russe, originaire de Moscou. Le 25 décembre 1993, la première démo est enregistrée, et dans un premier temps le groupe fait des performances scéniques. Le groupe se sépare en 2010.

## Biographie
Le groupe est formé en novembre 1993 à Moscou, par Vsevolod Gorbenko (chant, guitare basse, claviers), Vladimir Leiviman (guitare électrique), Oleg Levkovitch (guitare basse) et Pavel Bogoroditsky (batterie). Le 25 décembre 1993, le groupe réalise sa première démoet dans un premier temps le groupe fait des performances scéniques. La première démo studio, qui devait être composée de six chansons, est enregistrée en juillet 1994 sous le titre Petra Scandali. À l'automne de la même année, la chanson The Apogee de la démo Petra Scandali est incluse dans la compilation Thrash Tvoyu Mat' - Part 1. Par la suite, d'autres chansons seront utilisées sur diverses compilations.
Le groupe joue six mois en concert et lors de répétitions pour préparer un premier album studio. En janvier 1995, le groupe entre alors en studio d'enregistrement Aria Records pour l'album The Human Abstract, publié deux semaines plus tard. Ne trouvant pas de label approprié, The Human Abstract n'est publié qu'à l'automne 1995, chez KTP / Soyuz. L'album est un succès commercial, et Hieronymus Bosch pouvait commence à jouer à de nombreux autres concerts. Au début de 1996, Hieronymus Bosch se consacre à de nouvelles chansons. Cependant, le guitariste Vladimir Leiviman quitte le groupe. En été 1998, les membres du groupe se réunissent à nouveau pour enregistrer un EP.
En juin 2003, le groupe se réunit. Ils recrutent un nouveau batteur Andrey Ischenko (End Zone, Symbol, Scrambled Defuncts, Catharsis). Le groupe joue sur scène au printemps 2004. En 2005, leur premier album, The Human Abstract, est réédité avec deux titres bonus. Cette même année, leur nouvel album Artificial Emotions est publié par CD-Maximum. Equivoke est aussi publié chez CD-Maximum en 2008. En avril 2010, le groupe se sépare définitivement. 

## Style musical
Hieronymus Bosch joue un death metal mêlant des éléments progressifs et techniques. Le style musical du groupe se caractérise par des passages extrêmement agressifs interrompus à plusieurs reprises par des passages plus calmes. Les morceaux semblent être à un niveau élevé, très complexe.

## Membres

### Derniers membres
- Vsevolod Gorbenko - chant, basse, claviers (1993-2010)
- Vladimir Leiviman - guitare (1993-2010)
- Vadim Orlov - guitare (2003-2010)
- Mihail Sorokin - batterie (2008-2010)

### Anciens membres
- Vyacheslav Molchanov - guitare (Kipelov)
- Oleg Levkovich - basse (1993-1994)
- Pavel Bogoroditsky - batterie (1993-1996, 1998 ; décédé en juin 1998)
- Andrey Ischenko - batterie (2004-2008)